# Волгоград (локомотивное депо)
Моторвагонное Депо Волгоград — предприятие железнодорожного транспорта в городе Волгоград, принадлежит к Приволжской дирекции тяги, структурному подразделению Дирекции тяги, филиалу ОАО РЖД. Депо занимается ремонтом и эксплуатацией тягового и моторвагонного подвижного состава. Расположено по адресу Коммунистическая улица 13 А, рядом с железнодорожным вокзалом «Волгоград I», напротив автовокзала «Волгоград-Центральный»

## История депо
Депо основано в 1871 году. Именно в этом году, 25 июля было открыто движение поездов на участке от Царицына до Филоново Грязе-Царицынской железной дороги. В момент открытия в депо было лишь 4 паровоза, а в 1886 году в приписном парке было уже 14 паровозов.
В 1965 году в депо стали поступать тепловозы ТЭ3, затем ЧМЭ2, ЧМЭ3, ТЭП60. К 1970 году все паровозы были вытеснены из поездной работы. В начале 1990-х годов в депо стали поступать с Коломенского завода тепловозы ТЭП70.
В 2004 году было образованно ТЧМ-8
В 2012 году образован филиал в Астрахани

## Тяговые плечи
Тепловозная тяга
ТЭП70 | ТЭП70БС
- Волгоград-1 — Поворино — Грязи Воронежские
- Волгоград-1 — Лихая
- Волгоград-1 — Верхний Баскунчак — Аксарайская
- Волгоград-1 — Верхний Баскунчак — Астрахань-1 — Кизляр — Махачкала
- Астрахань-1 — Аксарайская — Верхний Баскунчак — Саратов-1
- Волгоград-1 — Верхний Баскунчак — Ершов
- Камышин — Петров Вал — Балашов — Мичуринск

Тепловозы ЧМЭ3, приписанные к депо, обслуживают станции Волгоградского железнодорожного узла.
Электровозная тяга
ЭП1 | ЭП1М
- Волгоград-1 — Саратов-1
- Волгоград-1 — Сальск

ЭП1 приписаны к депо Саратов. ЭП1М приписаны к депо Кавказская Северо-Кавказская ж.д. Участки Волгоград-1 — Грязи Воронежские и Петров Вал — Мичуринск Волгоградские локомотивы обслуживают совместно с локомотивами Юго-Восточной ж.д.

## Подвижной состав
В настоящее время (на 2024 год) в приписном парке депо Волгоград
- Тепловозы ТЭП70 (1990—1992 годов выпуска)
- Тепловозы ТЭП70БС
- Маневровые тепловозы ЧМЭ3
- Автомотриса АЧ2
- Автомотриса | Рельсовый автобус РА-1
- Электропоезда ЭД9М
- Электропоезда ЭП3Д
- Рельсовый автобус РА-2

Ранее к депо были приписаны также тепловозы ТЭ3, ТЭП60, паровозы СО, Л.